# Xeramoeba ramsesi
Xeramoeba ramsesi är en tvåvingeart som först beskrevs av Paramonov 1935.  Xeramoeba ramsesi ingår i släktet Xeramoeba och familjen svävflugor. Inga underarter finns listade i Catalogue of Life.